# Parydra aquila
Parydra aquila är en tvåvingeart som först beskrevs av Fallen 1813.  Parydra aquila ingår i släktet Parydra och familjen vattenflugor. Arten är reproducerande i Sverige. Inga underarter finns listade i Catalogue of Life.